# Schloss Craheim

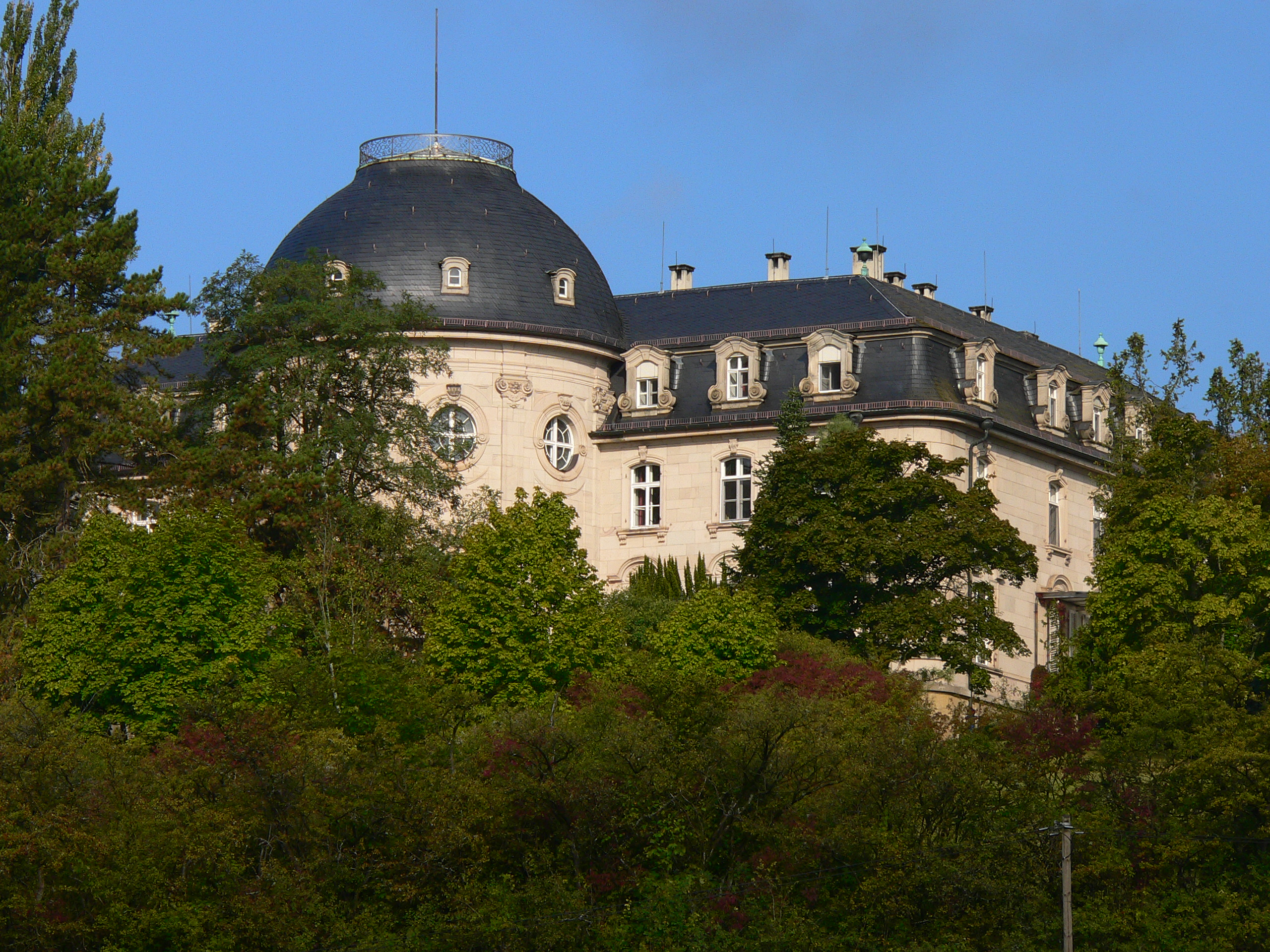
Schloss Craheim

Schloss Craheim ist eines der jüngsten Schlösser in Bayern und steht bei Wetzhausen, einem Ortsteil der Marktgemeinde Stadtlauringen im unterfränkischen Landkreis Schweinfurt.

## Baugeschichte

### Der Anlass für den Schlossbau
Die Bauzeit des Schlosses war von 1908 bis 1910. Anlass für den Bau war die Heirat des königlich-preußischen Rittmeisters Crafft Freiherr Truchsess von und zu Wetzhausen mit Clara Erhart, einer Tochter des Deutsch-Amerikaners Charles F. Erhart (27. Dezember 1857 Brooklyn – 14. Februar 1926 Wetzhausen) (er gründete 1849 mit seinem Cousin Karl Pfizer in Williamsburg in Brooklyn den Pharmakonzern Pfizer). Der reichen Amerikanerin war das alte Schloss im Dorf Wetzhausen zu kalt und unmodern. Da sie das nötige Geld in die Ehe brachte, beschloss das Ehepaar den Neubau etwa einen Kilometer außerhalb der Ortschaft. Ursprünglich war ein genauer Nachbau von Schloss Solitude geplant, jedoch wurde dieses Vorhaben vom damaligen württembergischen König Wilhelm II. abgelehnt. Der Neubau lehnt sich daher nur in seiner südlichen Hauptfassade formal an Solitude an, wurde aber zu einer Vierflügelanlage erweitert.

### Der Bau im zeitlichen Überblick
- 22. April 1908: Auftrag für ein Gutachten an die Architekten Schultheiß und Hans Jakober in Nürnberg
- 23. April 1908: Erste Besichtigung am Bauplatz (der Pappelberg nordöstlich von Wetzhausen)
- 25. April 1908: Besprechung mit dem Bauherrn in München
- April 1908: Erste Entwürfe für Grundrisse und Fassaden durch die Architekten Hans Jakober und Mathys
- Mai 1908: Fertigstellung der Entwürfe
- 16. Mai 1908: Auftrag zur Erbauung der gesamten Schloss- und Gartenanlagen an die Architekten
- 15. Juni 1908: Beginn der Bauvorbereitungen (Tiefenbohrung für die Wasserversorgung im Tal etwa 300 Meter vom Schloss, Zufahrtsstraße, Planierung des Bauplatzes, Abtragung der Hügelspitze um etwa vier Meter)
- 30. Juni 1908: Fundamente werden gesetzt
- 1. Juli 1908: Genehmigung der Pläne durch das königliche Bezirksamt Hofheim in Unterfranken
- 20. August 1908: Grundsteinlegung
- 30. September 1908: Fertigstellung des Hauptgebäudes und der Nebengebäude im Rohbau
- 4. Oktober 1908: Richtfest („Hebfeier“)
- bis Juni 1910: Innenausbau, entsprechend den Anweisungen der Bauherrin
- 29. Oktober 1910: Schlüsselübergabe nach Fertigstellung der Gebäude und der noch erhaltenen Parkanlage

Da die Baupolizei den Bau nicht ohne ein zweites Treppenhaus abnehmen wollte, wurde in der Südostecke des Innenhofes ein Treppenhaus nachträglich an den Südflügel angebaut. Die Bayerische Bauordnung war um 1900 besonders streng auf den Brandschutz bedacht.
Die Gesamtkosten betrugen 1.534.813 Mark (ca. 7.500.000 Euro). Der Name Craheim wurde in Anlehnung an die Vornamen der Erbauer Crafft und Clara gebildet.
Seit einigen Jahren steht das Schloss unter Denkmalschutz.
Während das Schloss als Schule genutzt wurde, wurden ein Mehrfamilienhaus für Lehrer und zwei Werkhallen für die berufliche Ausbildung der Schüler auf dem Gelände errichtet. Eine der Werkhallen wurde umgebaut und wird nun als Gästehaus genutzt, die andere wurde etwa 1999 abgerissen.
In den letzten Jahren wurden auf dem Gelände rund um das Schloss aufgrund der aktuellen Nutzung noch weitere Gebäude errichtet, die aber die ursprüngliche Bausubstanz nicht beeinträchtigen:
- 1998 wurde das Haus der Kommunität Jesu Weg, ein Schwestern- und Exerzitienhaus, fertiggestellt.
- 2000 wurden drei Einfamilienhäuser für Mitarbeiter der Tagungsstätte errichtet.

Beide Bauprojekte entwarf der Zürcher Architekt Hans-Dieter Nieländer.

## Baustil
Von außen ist das Schloss (Fassade und Park) an die Stile des Barock und des Rokoko angelehnt, zeigt aber auch klassizistische Elemente. Innen sind mit Ausnahme der Möbel noch alle Räume weitgehend im Original erhalten. Allerdings wurden nie alle Räume speziell ausgebaut.
Beispiele für die Ausgestaltung einiger Säle

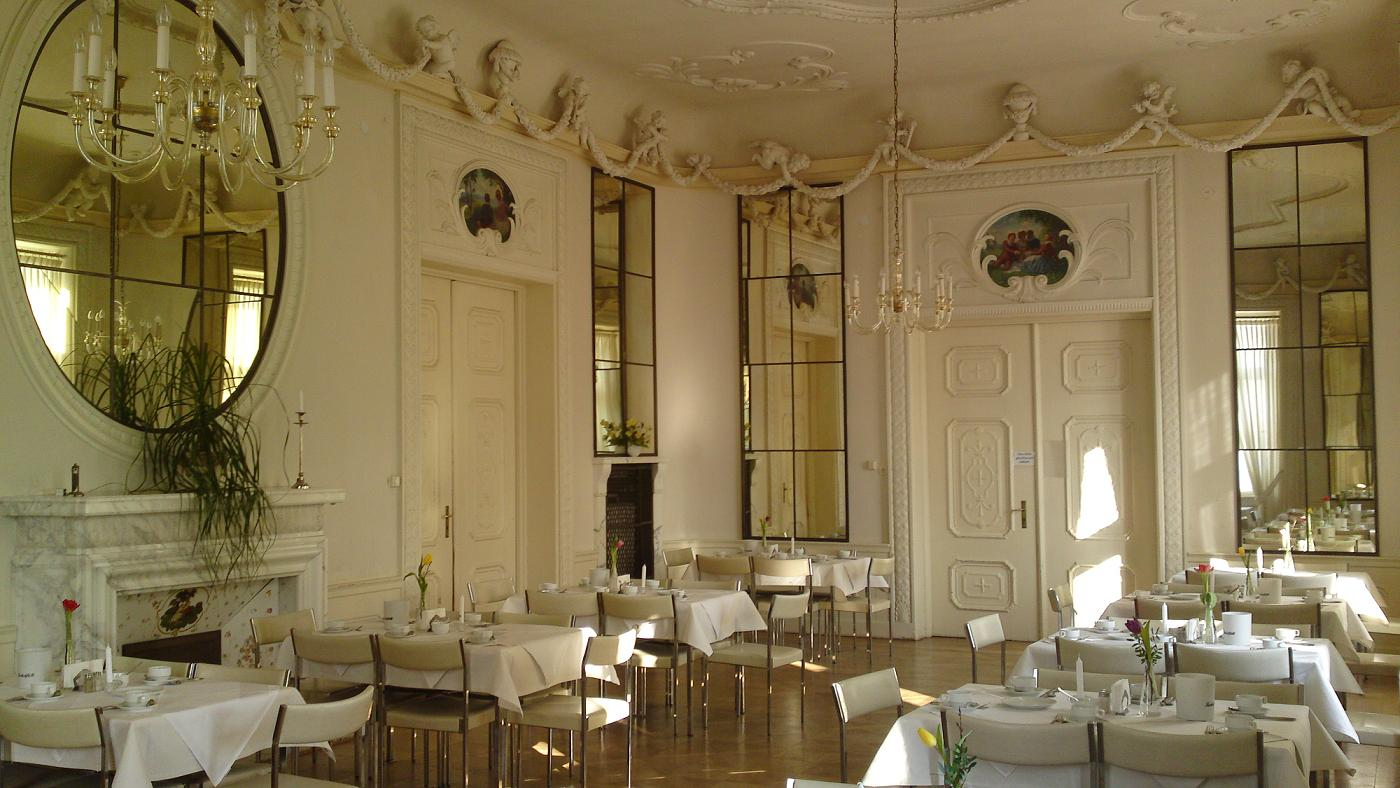
Spiegelsaal

- Kuppelhalle Eingangshalle im englischen Stil mit Treppe und Kamin
- Goldener Salon: Barock, Rokoko und teilweise mit Motiven aus dem 20. Jahrhundert
- Bibliothek (Renaissance)
- Spiegelsaal (Barock)
- Speisesaal (Empire-Stil)

Darüber hinaus fließen Stilelemente aus der Bauzeit, wie zum Beispiel der Jugendstil, ein.

## Nutzungsgeschichte

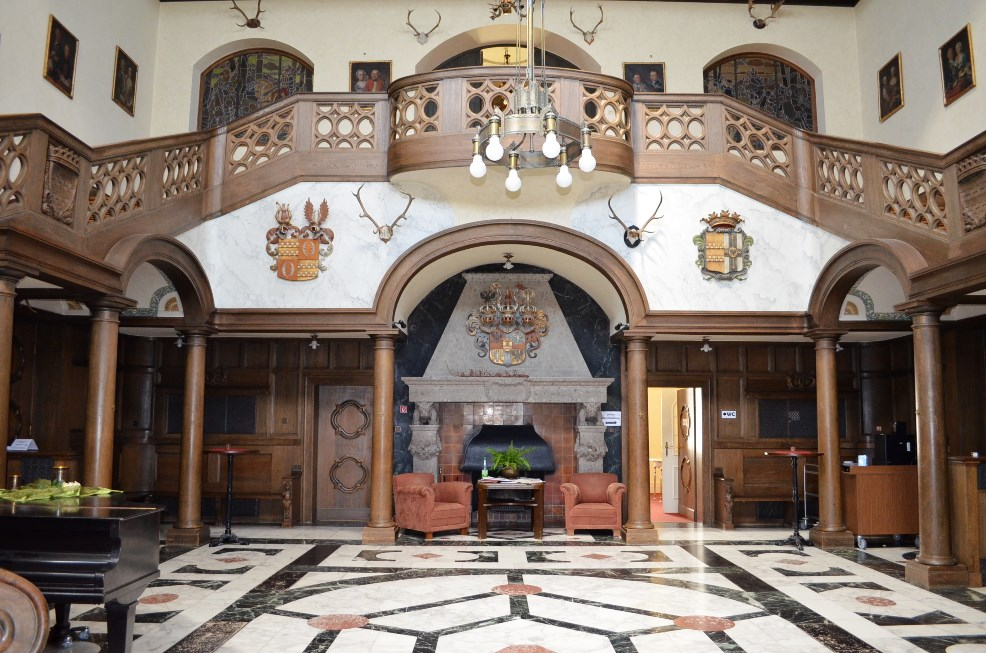
Kuppelhalle

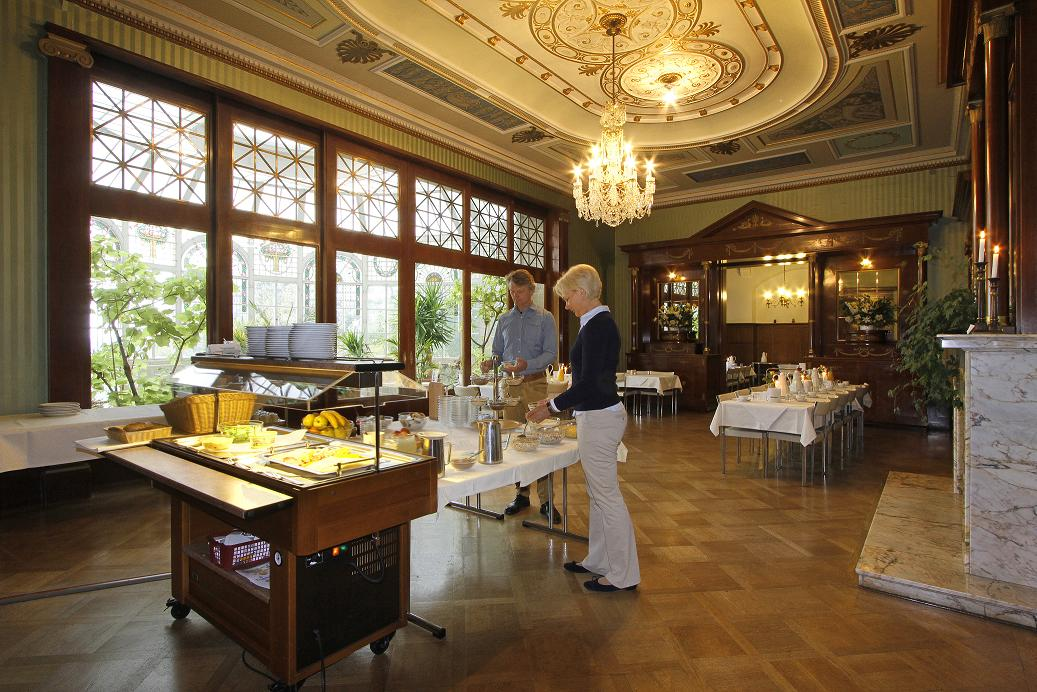
Speisesaal

- 1910–1943: Die Familie der Erbauer bewohnte das Schloss.
- 1943: Das Oberkommando der deutschen Wehrmacht beschlagnahmte das Gebäude.
- 1944–1945: Das Schloss diente der Wehrmacht als Lazarett.
- April 1945: Die Amerikaner beschlagnahmten das Schloss und nutzen es zunächst als Lazarett für Kriegsgefangene.
- Juni bis Oktober 1945: Das Schloss dient den Amerikanern als Stabsquartier.
- 1946 übernahm die Innere Mission der evangelischen Kirche in Bayern das Schloss.
- 1947–1948: Nutzung durch die Innere Mission als Heim für Kriegsblinde
- 1948–1950: Nutzung durch die Innere Mission für Russlandheimkehrer
- 1950–1967 beherbergte das Schloss ein Landerziehungsheim, eine Schule mit Internat. Neben Realschule und Gymnasium wurde auch eine Ausbildung in verschiedenen Handwerken (u. a. Schreiner und Schlosser) angeboten.
- Seit 20. August 1968: Nutzung als Begegnungsstätte durch das Lebenszentrum für die Einheit der Christen
- 2003 wurden einige Szenen für den Film Sams in Gefahr (Regie: Ben Verbong) in Wetzhausen und Schloss Craheim gedreht.

## Lebenszentrum für die Einheit der Christen
Im Jahr 1968 wurde das Lebenszentrum für die Einheit der Christen Schloss Craheim von Christen verschiedener konfessioneller Herkunft und geistlicher Prägung gegründet. Zu den Initiatoren gehörten u. a. der Katholik Pater Eugen Mederlet, der lutherische Pastor Arnold Bittlinger und der Baptistenpastor Wilhard Becker. Die Gründung geht zurück auf starke gemeinsame Erlebnisse bei Begegnungen, insbesondere bei den Ökumenischen Kirchentagen in Königstein/Taunus in den Jahren nach 1965. Unterschiedliche Vorstellungen zum Verhältnis zwischen „Glaubenswerk“ und „Wirtschaftsbetrieb“ führten nach fünf Jahren zu einem Rückzug der Rufer-Bewegung mit Wilhard Becker aus Craheim. Auch weitere Gründungsmitglieder verließen daraufhin das Projekt.
Das Lebenszentrum umfasst zwei selbständige Werke:
- Die Begegnungsstätte Schloss Craheim, eine christliche Tagungsstätte mit Schwerpunkt Seelsorge und Ehearbeit. Der ursprünglich von der katholischen Aufbaugemeinschaft eine Kirche (AEK) geführte Franziskushof wird seit 2007 von der Begegnungsstätte mitbetrieben.
- Das Schwestern- und Exerzitienhaus mit Schwerpunkt Meditation, Kontemplation, Exerzitien wurde 1998 von der Kommunität Jesu Weg gebaut.
- Am 1. Juli 2021 hat die Lebensgemeinschaft für die Einheit der Christen e. V. die Liegenschaft Schloss Craheim von der Evangelisch-Lutherischen Kirche in Bayern für einen Euro erworben.[4]